# 拜勒姆鎮區 (新澤西州)
拜勒姆鎮區（英語：Byram Township）是位於美國新澤西州蘇塞克斯縣的一個鎮區。

## 地方資料
拜勒姆鎮區的面積為58.84平方千米，當中陸地面積為55.76平方千米，而水域面積為3.07平方千米。根據2020年美國人口普查的數據，當地共有人口8028人，而人口密度為每平方千米136.44人。